# Feketefenyő (faanyag)
A feketefenyő tűlevelű faanyag, a feketefenyő (Pinus nigra) anyaga.

## Az élő fa
Alpin-balkáni flóraelem. Hegyvidéki faj. Magyarországon nem őshonos, de telepítve gyakori. A szélsőségesen száraz, meleg termőhelyek pionír fája. Mészkedvelő, fényigényes, de a talajjal szemben igénytelen, a meleget és a fagyot egyaránt jól tűri. Lassúbb növekedésű, mint az erdeifenyő.
30 m magasra is megnő. Erőteljes, hengeres törzse gyakran villás. Zárt állásban a koronája lassan tisztul fel, az ágai vastagok, ezért a törzs erősen göcsös. Kérge fiatalon sima, sötét zöldesbarna, idősebb korban vastag, ormósan repedezett, szürkés színű.

## A faanyag
Szíjácsa széles, fehér, kissé sárgás, gesztje vörösesbarna, az átmérőnek kb. egyharmadát teszi ki. Sok nagyméretű gyantajárata van. A tavaszi és az őszi pászta élesen elkülönül, az utóbbi aránylag szélesebb. A sugármetszeten az évgyűrűhatárok, a bélsugártükrök jól láthatók.

## Felhasználása
SzárításA fát télen kell dönteni, gyorsan kérgelni és máglyázni, mert a borovihoz hasonlóan kékülésre hajlamos. Általában gyorsan, egyenletesen szárítható, de a göcsös törzsből készült anyag kíméletes szárítást igényel.
MegmunkálásMinden forgácsoló szerszámmal könnyen megmunkálható, de rosszul faragható. A gyantatáskák a faanyag minőségét rontják. Fűrészpora izgató hatású.
RögzítésSzegezni, csavarozni nehezebb, mint a borovit. Jól ragasztható.
FelületkezelésSzálirányban szépen csiszolható. Felületkezelés előtt gyantamentesíteni kell. A geszt és a szíjács színkülönbsége pácolás után is megmarad. Hajlamos a kékülésre, ami felületkezeléssel nem tüntethető el.
TartósságIdőjárásálló. Élettartama szabadban kb. 60 év, vízben kb. 500 év, állandóan szárazon kb. 1000 év.
Felhasználása hasonló a boroviéhoz. A magasépítésben, a föld- és vízépítésben, a bútorgyártásban, hajóépítésben, bányafának, vasúti talpfának, vezetékoszlopnak használják. 